# Harvard University Press
Видавництво Гарвардського університету (англ. Harvard University Press, скор.: HUP) — наукове книжкове видавництво Гарвардського університету (США). Засноване 13 січня 1913 року в Кембриджі, штат Массачусетс. Член Асоціації Американських університетських видавництв. У видавництві вперше вийшли друком такі класичні праці як «Теорія справедливості» філософа Джона Роулза, «On Human Nature» і «The Ants» біолога Едварда Вілсона (обидві його книги отримали Пулітцерівську премію) і «Dickinson» Гелен Вендлер. 1990 року директором видавництва став Вільям Сіслер (англ. William P. Sisler, колишній віце-президент та редактор Oxford University Press (США).

## Деякі книги видавництва
Деякі книжки видавництва, відзанчені різними нагородами та преміями (Пулітцерівську премію, Bancroft Prizes, National Book Award та інші):
- 1955 — «The Poems of Emily Dickinson» (ed. Thomas H. Johnson)
- 1971 — «Теорія справедливості» (Джон Ролз)
- 1978 — «On Human Nature» (Едвард Вілсон)[1]
- 1984 — «Prophets of Regulation» (Thomas K. McCraw[en])[5]
- 1986 — «Шимпанзе у природі: Поведінка» (The Chimpanzees of Gombe) (Джейн Гудолл)
- 1990 — «The Ants» (Bert Hölldobler, Едвард Вілсон)[2]
- 1993 — «We Have Never Been Modern» (Bruno Latour)
- 1999 — «The Arcades Project» (Вальтер Беньямін)
- 2002 — «The Structure of Evolutionary Theory» (Stephen Jay Gould)
- 2007 — «The Roman Triumph» (Mary Beard)
- 2007 — «A Secular Age» (Charles Taylor)
- 2008 — «Killing for Coal» (Thomas G. Andrews[en])
- 2009 — «The Idea of Justice» (Amartya Sen)
- 2009 — «Mothers and Others» (Sarah Blaffer Hrdy)
- 2010 — «Dickinson» (Helen Vendler)
- 2011 — «Age of Fracture» (Daniel T. Rodgers[en])

## Директори видавництва
- 1913—1920 — C.C. Lane, 1-й директор[4]
- 1920—1935 — Harold Murdock
- 1935—1943 — Dumas Malone
- 1944—1946 — Roger Scaife
- 1946—1967 — Thomas J. Wilson
- 1967—1972 — Mark Carroll
- 1972—1990 — Arthur J. Rosenthal
- 1990 — William P. Sisler